# بيت داوود (الرجم)

تعديل مصدري - تعديل

بيت داوود هي إحدى قرى عزلة العزكي بمديرية الرجم التابعة لمحافظة المحويت، بلغ تعداد سكانها 90 نسمة حسب تعداد اليمن لعام 2004.